# The Gazette
The Gazette (stilizat ca the GazettE) e o trupă de visual kei formată în anul 2002.

## Membrii
- Ruki-voce
- Uruha-chitară
- Aoi-chitară
- Reita-chitară bas
- Kai-baterie